# We Young
We Young è il secondo EP della boy band cinese-sudcoreana NCT Dream, pubblicato nel 2017.

## Tracce
1. We Young – 3:44
2. La La Love – 3:01
3. Walk You Home (같은 시간 같은 자리; Gateun Sigan Gateun Jari) – 2:55
4. My Page – 3:46
5. We Young (Chinese Version) (青春漾; Qīngchūn Yàng) – 3:44
6. Trigger The Fever (Bonus Track) – 3:26